# 4K 4FA
4K 4FA – austriacki transporter opancerzony produkowany przez firmę Saurer. Jego następcą jest produkowany od 1969 roku transporter 4K 7FA.

## Wersje
- 4K 4FA G1 - transporter opancerzony uzbrojony w wkm kalibru 12,7 mm
- 4K 4FA G1 - transporter opancerzony uzbrojony w działko 20 mm
- 4K 4FA-San - opancerzony ambulans
- 4K 4FA GrW1 - samobieżny moździerz kalibru 81 mm
- 4K 4FA GrW2 - samobieżny moździerz kalibru 120 mm
- 4K 4FA Beob AAOP - wóz dowodzenia artylerii
- 4K 4FA Pi
- 4K 4FA LWT - transporter obsługi wyrzutni rakiet przeciwlotniczych Matra Mistral